# Gerhard Heydenreich
Gerhard Heydenreich (* 5. März 1908 in Weimar; † nach 1943) war ein deutscher Filmproduktionsleiter und Filmproduzent.

## Leben und Wirken
Über Heydenreichs frühe Jahre ist nur wenig bekannt. Er absolvierte ein Studium, das er mit der Promotion  – Thema der Dissertation: „Das Urheberrecht und die Version beim Tonbildfilm“ – abschloss. Noch während des Studiums stieß er zur Filmbranche und war 1933 einer von zwei Produktionsleitern beim sechsminütigen NS-Propagandakurzfilm „Alle machen mit“. In der Folgezeit diente er als Regieassistent („Der müde Theodor“, 1936) und Ideengeber („Blinde Passagiere“, 1936), ehe Heydenreich zu Beginn des Zweiten Weltkriegs erneut als Produktionsleiter eingestellt wurde. In dieser Funktion wirkte er für die Bavaria Filmkunst in München, zuletzt auch für die Prag-Film im Protektorat. Ob er den Krieg überlebt hat, ist derzeit unbekannt.
1934 heiratete Heydenreich in Berlinchen Christa Jahnke.

## Filmografie
als Produktionsleiter (komplett)
- 1933: Alle machen mit
- 1940: Was will Brigitte?
- 1940: Der siebente Junge
- 1941: Alarmstufe V
- 1942: Kleine Residenz
- 1942: 5000 Mark Belohnung
- 1943: Der zweite Schuß
- 1943: Das schwarze Schaf